# Jessica Steck
Pour les articles homonymes, voir Steck.
Jessica Steck (née le 6 août 1978 à Bloemfontein) est une joueuse de tennis sud-africaine, professionnelle de 1996 à 2003.
Elle a atteint le 140e rang mondial en simple le 16 mars 1998 et le 56e en double le 3 mars 2003.
Pendant sa carrière, elle a gagné un tournoi WTA en double.

## Palmarès

### Titre en simple dames
Aucun

### Finale en simple dames
Aucune

### Titre en double dames
| No | Date       | Nom et lieu du tournoi | Catégorie | Dotation  | Surface         | Partenaire      | Finalistes                           | Score         |          |
| -- | ---------- | ---------------------- | --------- | --------- | --------------- | --------------- | ------------------------------------ | ------------- | -------- |
| 1  | 16/09/2002 | Challenge Bell Québec  | Tier III  | 170 000 $ | Moquette (int.) | Samantha Reeves | María Emilia Salerni Fabiola Zuluaga | 4-6, 6-3, 7-5 | Parcours |

### Finale en double dames
| No | Date       | Nom et lieu du tournoi                | Catégorie | Dotation  | Surface    | Vainqueures                | Partenaire     | Score    |          |
| -- | ---------- | ------------------------------------- | --------- | --------- | ---------- | -------------------------- | -------------- | -------- | -------- |
| 1  | 22/02/1999 | IGA Superthrift Classic Oklahoma City | Tier III  | 180 000 $ | Dur (int.) | Lisa Raymond Rennae Stubbs | Amanda Coetzer | 6-3, 6-4 | Parcours |

## Parcours en Grand Chelem

### En simple
N'a jamais participé à un tableau final.

### En double dames
| Année | Open d'Australie            | Open d'Australie          | Internationaux de France     | Internationaux de France | Wimbledon                     | Wimbledon                  | US Open                     | US Open                 |
| ----- | --------------------------- | ------------------------- | ---------------------------- | ------------------------ | ----------------------------- | -------------------------- | --------------------------- | ----------------------- |
| 1998  | -                           | -                         | -                            | -                        | 1er tour (1/32) Brie Rippner  | S. Jeyaseelan Rene Simpson | -                           | -                       |
| 1999  | 2e tour (1/16) A. Coetzer   | S. Appelmans M. Oremans   | 2e tour (1/16) Maureen Drake | Alicia Ortuno C. Torrens | 1er tour (1/32) Maureen Drake | C. Dhenin L. Pleming       | 2e tour (1/16) De Villiers  | L. Davenport C. Morariu |
| 2000  | 1er tour (1/32) De Villiers | Julie Halard Ai Sugiyama  | 1er tour (1/32) De Villiers  | R. McQuillan Lisa McShea | 1er tour (1/32) De Villiers   | A. Kournikova N. Zvereva   | -                           | -                       |
| 2002  | -                           | -                         | 1er tour (1/32) S. Reeves    | C. Dhenin S. Foretz      | 2e tour (1/16) Dominikovic    | Lisa Raymond Rennae Stubbs | 1er tour (1/32) Dominikovic | L. Granville J. Hopkins |
| 2003  | 2e tour (1/16) A. Coetzer   | Kim Clijsters Ai Sugiyama | 1er tour (1/32) A. Coetzer   | V. Ruano Paola Suárez    | -                             | -                          | -                           | -                       |

Sous le résultat, la partenaire ; à droite, l’ultime équipe adverse.

### En double mixte
| Année | Open d'Australie | Open d'Australie | Internationaux de France      | Internationaux de France  | Wimbledon                  | Wimbledon               | US Open | US Open |
| ----- | ---------------- | ---------------- | ----------------------------- | ------------------------- | -------------------------- | ----------------------- | ------- | ------- |
| 1999  | -                | -                | 1er tour (1/32) Chris Haggard | Nana Miyagi David Roditi  | 2e tour (1/16) B. Haygarth | Alicia Molik D. Johnson | -       | -       |
| 2000  | -                | -                | 2e tour (1/16) M. Barnard     | Els Callens Chris Haggard | -                          | -                       | -       | -       |

Sous le résultat, le partenaire ; à droite, l’ultime équipe adverse.

## Parcours en Fed Cup
| #                                                                      | Date       | Lieu       | Surface      | Gagnante(s)                   | Perdante(s)                  | Score    |          |
|                                                                        |            |            |              |                               |                              |          |          |
| 1997 - Barrage (groupe mondial II) - Autriche - Afrique du Sud - 3 : 2 |            |            |              |                               |                              |          |          |
| 1                                                                      | 12/07/1997 | Pörtschach | Terre (ext.) | Barbara Schett Judith Wiesner | Amanda Coetzer Jessica Steck | 6-1, 6-4 | Parcours |

## Classements WTA

### Classements en simple en fin de saison
| Année | 1996 | 1997 | 1998 | 1999 | 2000 | 2001 | 2002 |
| Rang  | 266  | 187  | 192  | 230  | 213  | 245  | 361  |

Source : (en) « Classements de Jessica Steck », sur le site officiel du WTA Tour

### Classements en double en fin de saison
| Année | 1996 | 1997 | 1998 | 1999 | 2000 | 2001 | 2002 | 2003 |
| Rang  | 347  | 232  | 159  | 80   | 125  | 190  | 88   | 134  |

Source : (en) « Classements de Jessica Steck », sur le site officiel du WTA Tour